# Montelabbate
Montelabbate est une commune italienne de la province de Pesaro et Urbino dans la région Marches en Italie.

## Administration
| Période                                  | Période | Identité | Étiquette | Qualité |
| ---------------------------------------- | ------- | -------- | --------- | ------- |
|                                          |         |          |           |         |
| Les données manquantes sont à compléter. |         |          |           |         |

### Hameaux
Montelabbate, Apsella, Osteria Nuova, Farneto, Ripe

### Communes limitrophes
Colbordolo, Monteciccardo, Pesaro, Sant'Angelo in Lizzola, Tavullia, Urbino